# Pilea cornuto-cucullata
Pilea cornuto-cucullata là loài thực vật có hoa trong họ Tầm ma. Loài này được Cufod. miêu tả khoa học đầu tiên năm 1934.